# Ледовый комбайн
Ледовый комбайн (также ресурфейсер, ледозаливочная машина или замбо́ни) используется для восстановления льда на катках. До их изобретения это производилось вручную. Первый ресурфейсер изобрёл Фрэнк Замбони в 1949 году в городе Парамаунт, Калифорния, США.
На сегодняшний день существует около десяти производителей ледовых машин, среди которых выделяются три основных производителя — Zamboni Company, Resurfice Corporation (торговая марка «Olympia») и Icecat. Компания Zamboni производит и поставляет больше ледоуборочных машин, чем все остальные производители вместе взятые, за время существования ею было поставлено более 10 тысяч ресурфейсеров. Имя создателя стало эпонимом, ледовый комбайн часто называют «замбони», независимо от марки или производителя.

## Устройство ресурфейсера
Машины Olympia оборудованы ножом длиной 213 см, толщиной 127 мм; большинство комбайнов Zamboni оборудованы ножом длиной 196 см и толщиной 127 мм . В ходе работы нож комбайна срезает 4-8 мм верхнего слоя льда. Нож проходит по льду как лезвие бритвы. Объём срезаемого верхнего слоя зависит от состояния льда. Чем мягче (более неровная, рыхлая) поверхность льда (то есть, чем больше по нему катались), тем глубже режет нож.
Прямо над ножом расположен горизонтальный шнек. Этот механизм собирает ледяную стружку (или снег), и вращаясь, подаёт его на вертикальную часть, которая в свою очередь, убирает ледовую стружку и снег в специальный бак. Бак может вмещать от 500 до 1200 килограммов (литров) снега.
Под баком для сбора снега расположены две ёмкости для воды, вода из первого бака используется для мойки льда после того как был срезан верхний слой, а вода из второго бака используется для заливки нового слоя льда.

## Механизм работы
Во время работы машина производит одновременно 3 операции — убирает или срезает верхний слой льда, собирает его в бункер для срезанного льда («снега») и заливает новый свежий слой льда.
Некоторые машины оборудованы системой мойки льда. В таком режиме вода из резервуара поступает на поверхность льда из распределительной трубы кондиционера машины, которая также и используется и для заливки, смывая грязь и ледяную крошку, заполняет трещины и щели. Излишки воды, оставшиеся на поверхности, убираются резиновым ножом (т. н. «шваброй») в задней части машины, и с помощью специального насоса собираются обратно в бак для воды, предварительно проходя через механический фильтр.
В режиме заливки, по мере движения комбайна по ледовой арене, верхний слой рыхлого, битого и неровного льда срезается ножом. После этого срезанный лёд собирается с поверхности горизонтальным шнеком и передаётся на вертикальный шнек, который забрасывает срезанный лёд в бункер для сбора снега. Одновременно с этим на поверхность катка подаётся тёплая или горячая вода, которая равномерно распределяется по поверхности катка специальным полотенцем, которое находится позади машины. Горячая вода растапливает старый лёд, глубоко проникая в трещины и углубления, таким образом, новый слой льда формирует твёрдую монолитную поверхность, соединяясь с нижним старым слоем. Это лучше, чем просто залить новый слой льда, который может легко разрушиться.
После этого комбайн уезжает с арены в специальный гараж, температура в котором должна быть всегда выше 1 °C для предотвращения замерзания воды в баках.
Снег и ледяная крошка, собранная в резервуар машины, сбрасывается в специальную яму для таяния снега. По мере таяния снега вода из ямы уходит в дренаж, а на некоторых аренах фильтруется и используется повторно.
Уборка и заливка нового льда на аренах стандартного размера (56 м х 26 м, 60 м х 30 м), занимает порядка 12-15 минут. До изобретения ледоуборочных машин, у 3-4 человек на это уходило более часа.

## Вредные выбросы и влияние на окружающую среду
Для меньшего загрязнения воздуха комбайны обычно работают на сжиженном газе, всё больше выпускается электрических машин, работающих от аккумуляторов, но несмотря на это, при неправильном содержании комбайна и недостаточной вентиляции катка изредка случаются отравления угарным газом и/или диоксидом азота (NO2).